# Klubowe Mistrzostwa Świata w Piłce Nożnej 2023
Klubowe Mistrzostwa Świata w Piłce Nożnej 2023 (ang. FIFA Club World Cup) – 20. edycja turnieju piłkarskiego pomiędzy klubowymi mistrzami poszczególnych konfederacji kontynentalnych.

## Wybór gospodarza
Mimo że na 2025 rok zaplanowano Klubowe Mistrzostwa Świata w nowym formacie, to FIFA potwierdziła 13 lutego 2023 r., że turniej w 2023 r. odbędzie się w poprzednim formacie obejmującym siedem drużyn. Nie zostanie jednak - w przeciwieństwie do poprzednich edycji - rozegrany mecz o 5. miejsce. Brazylijski portal Universo Online poinformował że Arabia Saudyjska jest zainteresowana organizacją turnieju w 2023 i 2024 roku. 14 lutego rada FIFA potwierdziła, że Arabia Saudyjska będzie gospodarzem turnieju w 2023.

## Zespoły zakwalifikowane
| Zespół                           | Strefa   | Zakwalifikowany jako                  |
| -------------------------------- | -------- | ------------------------------------- |
| Grające od półfinałów            |          |                                       |
| Fluminense                       | CONMEBOL | Zwycięzca Copa Libertadores 2023      |
| Manchester City                  | UEFA     | Zwycięzca Ligi Mistrzów UEFA 2022/23  |
| Grające od ćwierćfinałów         |          |                                       |
| Urawa Red Diamonds               | AFC      | Zwycięzca Liga Mistrzów AFC 2022      |
| Al-Ahly                          | CAF      | Zwycięzca Ligi Mistrzów CAF 2022/23   |
| León                             | CONCACAF | Zwycięzca Ligi Mistrzów CONCACAF 2023 |
| Grające od rundy kwalifikacyjnej |          |                                       |
| Al-Ittihad                       | AFC      | Gospodarz                             |
| Auckland City FC                 | OFC      | Zwycięzca Liga Mistrzów OFC 2023      |

## Stadiony
| Dżudda                    | Dżudda                               |
| ------------------------- | ------------------------------------ |
| King Abdullah Sports City | Stadion Księcia Abdullaha al-Fajsala |
| Pojemność: 62,3 tys.      | Pojemność: 27 tys.                   |
|                           |                                      |
| Dżudda x2                 |                                      |

## Sędziowie
Na podstawie:
| Konfederacja | Sędzia             | Asystenci                          | Sędziowane mecze                                                                                          |
| ------------ | ------------------ | ---------------------------------- | --- |
| AFC          | Mohammed Al Hoish  | Khalaf Al-Shammari Yasir Al-Sultan | Urawa Red Diamonds 0:3 Manchester City (półfinał)                                                         |
| CAF          | Jean Jacques Ndala | Elvis Noupue Arsenio Maringule     | León 0:1 Urawa Red Diamonds (ćwierćfinał)                                                                 |
| CONCACAF     | Tori Penso         | Brooke Mayo Kathryn Nesbitt        | Al-Ittihad 3:0 Auckland City FC (runda kwalifikacyjna) Urawa Red Diamonds 2:4 Al-Ahly (mecz o 3. miejsce) |
| CONMEBOL     | Jesús Valenzuela   | Jorge Urrego Tulio Moreno          | Al-Ahly 3:1 Al-Ittihad (ćwierćfinał)                                                                      |
| UEFA         | Szymon Marciniak   | Tomasz Listkiewicz Adam Kupsik     | Fluminense 2:0 Al-Ahly (półfinał) Manchester City 4:0 Fluminense (finał)                                  |

## Mecze
|  |                    |          |                 |   |                    |              |         |   |                    |           |                   |                   |       |       |
|  | Play-off           | Play-off |                 |   | Ćwierćfinały       | Ćwierćfinały |         |   | Półfinały          | Półfinały |                   |                   | Finał | Finał |
|  | Play-off           | Play-off |                 |   | Ćwierćfinały       | Ćwierćfinały |         |   | Półfinały          | Półfinały |                   |                   | Finał | Finał |
|  |                    |          |                 |   |                    |              |         |   |                    |           |                   |                   |       |       |
|  |                    |          |                 |   |                    |              |         |   |                    |           |                   |                   |       |       |
|  | León               | 0        |                 |   |                    |              |         |   |                    |           |                   |                   |       |       |
|  | León               | 0        |                 |   |                    |              |         |   |                    |           |                   |                   |       |       |
|  | Urawa Red Diamonds | 1        |                 |   | Urawa Red Diamonds | 0            |         |   |                    |           |                   |                   |       |       |
|  | Urawa Red Diamonds | 1        |                 |   | Urawa Red Diamonds | 0            |         |   |                    |           |                   |                   |       |       |
|  |                    |          |                 |   | Manchester City    | 3            |         |   |                    |           |                   |                   |       |       |
|  |                    |          |                 |   | Manchester City    | 3            |         |   |                    |           |                   |                   |       |       |
|  |                    |          | Manchester City | 4 |                    |              |         |   |                    |           |                   |                   |       |       |
|  |                    |          |                 |   |                    |              |         |   |                    |           |                   |                   |       |       |
|  |                    |          | Fluminense      | 0 |                    |              |         |   |                    |           |                   |                   |       |       |
|  |                    |          | Fluminense      | 0 |                    |              |         |   |                    |           |                   |                   |       |       |
|  |                    |          | Fluminense      | 2 |                    |              |         |   |                    |           |                   |                   |       |       |
|  |                    |          | Fluminense      | 2 |                    |              |         |   |                    |           |                   |                   |       |       |
|  |                    |          | Al-Ahly         | 3 |                    |              | Al-Ahly | 0 |                    |           | Mecz o 3. miejsce | Mecz o 3. miejsce |       |       |
|  |                    |          | Al-Ahly         | 3 |                    |              | Al-Ahly | 0 |                    |           | Mecz o 3. miejsce | Mecz o 3. miejsce |       |       |
|  | Al-Ittihad         | 3        |                 |   | Al-Ittihad         | 1            |         |   |                    |           |                   |                   |       |       |
|  | Al-Ittihad         | 3        |                 |   | Al-Ittihad         | 1            |         |   |                    |           |                   |                   |       |       |
|  | Auckland City FC   | 0        |                 |   |                    |              |         |   | Urawa Red Diamonds | 2         |                   |                   |       |       |
|  | Auckland City FC   | 0        |                 |   |                    |              |         |   | Urawa Red Diamonds | 2         |                   |                   |       |       |
|  |                    |          |                 |   | Al-Ahly            | 4            |         |   |                    |           |                   |                   |       |       |
|  |                    |          |                 |   | Al-Ahly            | 4            |         |   |                    |           |                   |                   |       |       |
|  |                    |          |                 |   |                    |              |         |   |                    |           |                   |                   |       |       |

### Runda eliminacyjna
| 12 grudnia 2023 19:00 CET | Al-Ittihad · Romarinho 29' · Kanté 34' · Benzema 40' | 3:0(3:0)Raport | Auckland City FC | King Abdullah Sports City, Dżudda Widzów: 50 248 Sędzia: Tori Penso |
|                           |                                                      |                |                  |                                                                     |

### Ćwierćfinały
| 15 grudnia 2023 15:30 CET | León | 0:1(0:0)Raport | Urawa Red Diamonds · 78' Schalk | Stadion Księcia Abdullaha al-Fajsala, Dżudda Widzów: 2 525 Sędzia: Jean Jacques Ndala |
|                           |      |                |                                 |                                                                                       |

| 15 grudnia 2023 19:00 CET | Al-Ahly · Maâloul 21' (k) · El Shahat 59' · Ashour 62' | 3:1(1:0)Raport | Al-Ittihad · 90+2' Benzema | King Abdullah Sports City, Dżudda Widzów: 56 111 Sędzia: Jesús Valenzuela |
|                           |                                                        |                |                            |                                                                           |

### Półfinały
| 18 grudnia 2023 19:00 CET | Fluminense · Arias 71' (k) · Kennedy 90' | 2:0(0:0)Raport | Al-Ahly | King Abdullah Sports City, Dżudda Widzów: 34 986 Sędzia: Szymon Marciniak |
|                           |                                          |                |         |                                                                           |

| 19 grudnia 2023 19:00 CET | Urawa Red Diamonds | 0:3(0:1)Raport | Manchester City · 45+1' (sam.) Høibråten · 52' Kovačić · 59' Silva | King Abdullah Sports City, Dżudda Widzów: 40 127 Sędzia: Mohammed Al Hoish |
|                           |                    |                |                                                                    |                                                                            |

### Mecz o 3. miejsce
| 22 grudnia 2023 17:30 CET | Urawa Red Diamonds · Kanté 43' · Scholz 54' | 2:4(1:2)Raport | Al-Ahly · 19' Ibrahim · 25' Tau · 60' (sam.) Koizumi · 90+8' Maâloul | Stadion Księcia Abdullaha al-Fajsala, Dżudda Widzów: 10 290 Sędzia: Tori Penso |
|                           |                                             |                |                                                                      |                                                                                |

### Finał
| 22 grudnia 2023 19:00 CET | Manchester City · Álvarez 1', 88' · Nino 27' (sam.) · Foden 72' | 4:0(2:0)Raport | Fluminense | King Abdullah Sports City, Dżudda Widzów: 52 601 Sędzia: Szymon Marciniak |
|                           |                                                                 |                |            |                                                                           |

## Strzelcy

### 2 gole
- Julián Álvarez (Manchester City)
- Karim Benzema (Al-Ittihad)
- Ali Maâloul (Al-Ahly)

### 1 gol
- Phil Foden (Manchester City)
- John Kennedy (Fluminense)
- Romarinho (Al-Ittihad)
- Mateo Kovačić (Manchester City)
- Alexander Scholz (Urawa Red Diamonds)
- Emam Ashour (Al-Ahly)
- Hussein El Shahat (Al-Ahly)
- Yasser Ibrahim (Al-Ahly)
- N’Golo Kanté (Al-Ittihad)
- José Kanté (Urawa Red Diamonds)
- Alex Schalk (Urawa Red Diamonds)
- Jhon Arias (Fluminense)
- Percy Tau (Al-Ahly)
- Bernardo Silva (Manchester City)

### Gole samobójcze
- Nino (Fluminense) - dla Manchesteru City
- Yoshio Koizumi (Urawa Red Diamonds) - dla Al-Ahly
- Marius Høibråten (Urawa Red Diamonds) - dla Manchesteru City

## Piłkarz meczu
| Mecz | Zawodnik       | Drużyna            | Przeciwnik         | Źródło |
| ---- | -------------- | ------------------ | ------------------ | ------ |
| 1.   | N’Golo Kanté   | Al-Ittihad         | Auckland City FC   | [ 7 ]  |
| 2.   | Marwan Attia   | Al-Ahly            | Al-Ittihad         | [ 8 ]  |
| 3.   | Yoshio Koizumi | Urawa Red Diamonds | León               | [ 9 ]  |
| 4.   | André          | Fluminense         | Al-Ahly            | [ 10 ] |
| 5.   | Rodri          | Manchester City    | Urawa Red Diamonds | [ 11 ] |
| 6.   | Emam Ashour    | Al-Ahly            | Urawa Red Diamonds | [ 12 ] |
| 7.   | Julián Álvarez | Manchester City    | Fluminense         | [ 13 ] |

## Nagrody
Na podstawie:
| adidas Złota piłka      | adidas Srebrna piłka          | adidas Brązowa piłka    |
| ----------------------- | ----------------------------- | ----------------------- |
| Rodri (Manchester City) | Kyle Walker (Manchester City) | Jhon Arias (Fluminense) |
| FIFA Fair Play          |                               |                         |
| Al-Ittihad              |                               |                         |

### Klasyfikacja końcowa
| Lp. | Zespół             | Strefa   | M | W | R | P | B+ | B- | +/- |
| --- | ------------------ | -------- | - | - | - | - | -- | -- | --- |
| 1   | Manchester City    | UEFA     | 2 | 2 | 0 | 0 | 7  | 0  | +7  |
| 2   | Fluminense         | CONMEBOL | 2 | 1 | 0 | 1 | 2  | 4  | -2  |
| 3   | Al-Ahly            | CAF      | 3 | 2 | 0 | 1 | 7  | 5  | +2  |
| 4   | Urawa Red Diamonds | AFC      | 3 | 1 | 0 | 2 | 3  | 7  | -4  |
| 5   | Al-Ittihad         | AFC      | 2 | 1 | 0 | 1 | 4  | 3  | +1  |
| 6   | León               | CONCACAF | 1 | 0 | 0 | 1 | 0  | 1  | -1  |
| 7   | Auckland City FC   | OFC      | 1 | 0 | 0 | 1 | 0  | 3  | -3  |